# Polistes jokahamae
Polistes jokahamae är en getingart som beskrevs av Oktawiusz Radoszkowski 1887.
Polistes jokahamae ingår i släktet pappersgetingar och familjen getingar. Inga underarter finns listade i Catalogue of Life.

## Bildgalleri

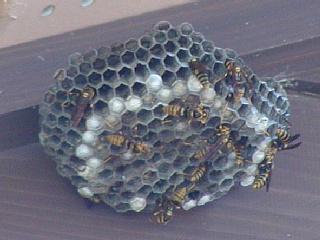